# Василь Ремесло (монета)
«Васи́ль Ремесло́» — ювілейна монета номіналом 2 гривні, випущена Національним банком України. Присвячена всесвітньо відомому вченому, талановитому селекціонеру, академіку, «творцю» пшеничного колоса — Василю Миколайовичу Ремеслу (1907—1983). В. М. Ремесло закріпив за Україною статус «житниці Європи», селекціонував 40 сортів зернових колосових культур, які й досі є донорами для сортів пшениць як вітчизняної, так і зарубіжної селекції. Він автор сортів озимої пшениці Миронівська 264, Миронівська 808, Миронівська ювілейна, Миронівська рання, Миронівська яра та багато інших, які значно підвищили врожайність основної хлібної культури в Україні та за кордоном.
Монету введено в обіг 4 вересня 2017 року. Вона належить до серії «Видатні особистості України».

## Опис та характеристики монети
| Номінал грн. | Метал      | Маса, грам | Діаметр, мм. | Якість виготовлення       | Гурт     | Тираж, штук |
| ------------ | ---------- | ---------- | ------------ | ------------------------- | -------- | ----------- |
| 2            | нейзильбер | 12,8       | 31           | спеціальний анциркулейтед | рифлений | 30 000      |

### Аверс
На аверсі монети розміщено: угорі напис «УКРАЇНА» та малий Державний Герб України (праворуч); на дзеркальному тлі зображено жінку, яка тримає снопи пшениці; унизу: ліворуч — рік карбування монети «2017» та логотип Банкнотно–монетного двору Національного банку України; праворуч — номінал «2 ГРИВНІ».

### Реверс
На реверсі монети зображено портрет Василя Ремесла, прикрашений колосками; ліворуч півколом написи: «ВАСИЛЬ РЕМЕСЛО», праворуч — роки його життя «1907/1983».

## Автори

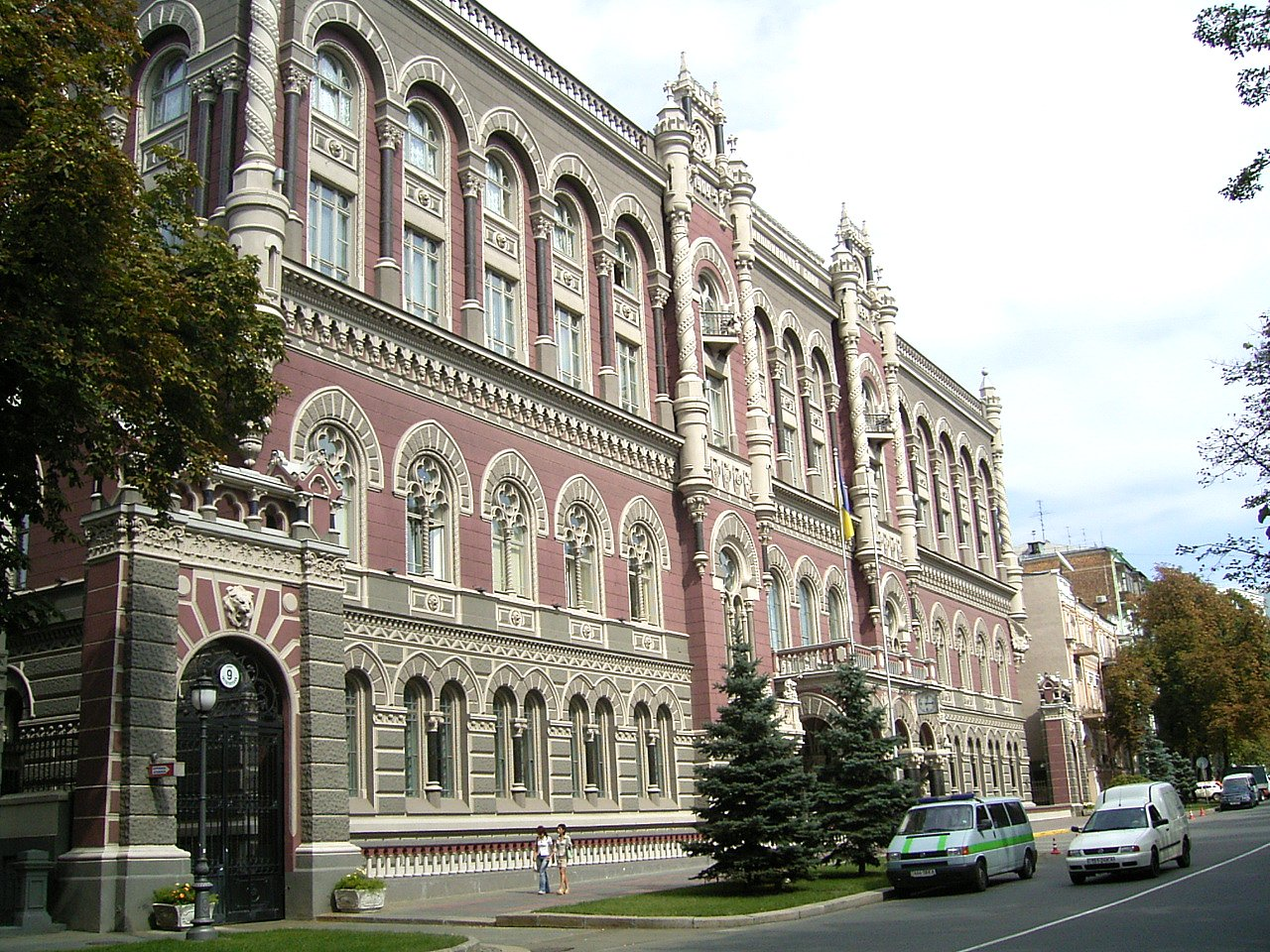
Будівля Національного банку України

- Художник — Микола Кочубей.
- Скульптор — Володимир Атаманчук

## Вартість монети
Під час введення монети в обіг 2017 року, Національний банк України реалізовував монету через свої філії за ціною 35 гривень.
Фактична приблизна вартість монети, з роками змінювалася так:
| Рік        | 2018 | 2019 | 2020 | 2021 | 2022 | 2023 | 2024 | 2025 |
| ---------- | ---- | ---- | ---- | ---- | ---- | ---- | ---- | ---- |
| Ціна, грн. | 45   | 50   | 50   | 50   | 55   | 80   | 130  | 145  |